# الصمم في أيسلندا
يتضمن تاريخ الصمم في أيسلندا مجموعة من المحطات المهمة التي شكلت حياة مجتمع الصم في البلاد. ويشمل هذا التاريخ تطور لغة الإشارة الأيسلندية (ISL)، التي تُعد اللغة الأولى والأساسية للأشخاص الصم هناك، بالإضافة إلى تاريخ تعليم الصم الأيسلنديين، حيث أُنشئت مؤسسات تعليمية متخصصة لضمان حصول الصم على حقهم في التعليم بلغتهم الأم. كما يغطي التاريخ إنشاء المنظمات والجمعيات الخاصة بالصم، التي لعبت دورًا بارزًا في الدفاع عن حقوق هذه الفئة وتعزيز اندماجهم في المجتمع. وإلى جانب ذلك، يشمل أيضًا تطور برامج فحوصات السمع في البلاد، وهي مبادرات تهدف إلى الكشف المبكر عن ضعف السمع وتقديم الدعم المناسب للأفراد المتأثرين.

## ظهور اللغة
لغة الإشارة الأيسلندية (ISL)، والمعروفة في اللغة الأيسلندية باسم ITM (الآيسلندية: Íslenskt táknmál ), هي لغة مجتمع الصم في أيسلندا. يوجد حوالي 250-300 مستخدم لهذه الخدمة.
أُعترف باللغة الأيسلندية من قبل الحكومة الأيسلندية باعتبارها اللغة الأولى لمجتمع الصم في أيسلندا، تليها اللغة الأيسلندية المنطوقة. انحرفت لغة الإشارة الدولية عن لغة الإشارة الدنماركية بعد أن توقفت أيسلندا عن إرسال الأطفال الصم إلى كوبنهاجن للدراسة. كان بال بالسون، وهو طالب سابق في المدرسة الدنماركية ورائد في مجال التعليم في آيسلندا، أول من أنشأ مدرسة للصم في آيسلندا.
أنشأ بال بالسون مدرسته الخاصة في أيسلندا وكان المعلم الأول للمدرسة السلفية الايسلندية. حتى بدأ التدريس في عام 1867، كان الطلاب الصم يذهبون إلى مدرسة كوبنهاجن. ظهرت أول علامة مجتمعية في هذه المدرسة الواقعة في منزله حيث بدأ بثلاثة طلاب فقط. كانت نسخة لغة الإشارة التي كان يدرسها، قبل لغة الإشارة الدولية، متأثرة بشكل كبير بلغة الإشارة الدنماركية لأنه كان طالبًا في المدرسة الدنماركية. كان هناك استخدام مكثف لكتابات الأصابع أو "لغة الأصابع" كما استخدمت في كتابات بال بالسون.
في السابق، كان الأفراد في مجتمع السمع يعتبرون اللغة الأيسلندية المنطوقة بمثابة أداة على الطريق لتعلم اللغة الأيسلندية المنطوقة. ومع ذلك، فإن مجتمع الصم في أيسلندا يعترف باللغة الإنجليزية كلغة أجنبية كجزء من هويته وتراثه. إن سياسة اللغة ووضع لغة الإشارة الأيسلندية هو جهد تعاوني بين مجتمع لغة الإشارة الأيسلندية (مستخدمي لغة الإشارة الأيسلندية) والحكومة الأيسلندية، وفقًا للمادة 7 من قانون وضع اللغة الأيسلندية ولغة الإشارة الأيسلندية. يُتشاور مع أعضاء مجتمع الصم بشأن التعيينات في مجلس اللغة الأيسلندية وإشراكهم في القرارات المتعلقة باللغة.

## المنظمات الهامة

### الجمعية الأيسلندية للصم
الجمعية الأيسلندية للصم (IAD)، التي تأسست رسميًا في عام 1960، هي منظمة المناصرة الأهم في أيسلندا التي يقودها الصم لصالح الصم. وهي المنظمة الرائدة في مجال خبرة ISL وكانت جزءًا من الاتحاد الأوروبي للصم منذ عام 2005.
هدفها الرئيسي هو حماية وتعزيز والنضال من أجل مجتمع الصم وضعاف السمع. وبشكل أكثر تحديدًا، تهدف المنظمة إلى تحسين نوعية الحياة والنضال من أجل تكافؤ الفرص لأعضائها. نشرت IAD أول قاموس للغة الإشارة الأيسلندية في عام 1978، والذي احتوى على حوالي 700 إشارة أيسلندية، بما في ذلك مئات من الإشارات المستعارة من لغات نوردية أخرى وإشارات نوردية متفق عليها بشكل عام.

### المجلس النوردي للصم
تأسس المجلس النوردي للصم في عام 1907. يمثل الدنمارك وأيسلندا والنرويج والسويد وجرينلاند وفنلندا وجزر فارو. مهمتها هي زيادة الوعي بشأن اهتمامات الصم في هذه البلدان. إن الأجواء السياسية والثقافية واللغوية لهذه البلدان متشابكة، لذا كان أحد الأهداف الأصلية للمجلس النوردي للصم هو إنشاء لغة إشارة نوردية مشتركة.

### مركز التواصل للصم وضعاف السمع
مركز التواصل للصم وضعاف السمع (Samskiptamiðstöð heyrnarlausra og heyrnarskertra (SHH) كان نتيجة لمشروع تعليم الصم الذي نُفذ في ناميبيا (2006-2010). تتضمن مبادرته الرئيسية مشاركة الموارد لتعليم الصم عبر الحدود، ومشاركة الوصول إلى التقنيات مع الموارد لتعليم الصم، وتسليط الضوء على كيفية تأثير مشاركة الموارد والخبرات ذات الصلة عبر الحدود على تعليم الصم. بدأ مركز الاتصالات مشروع SignWiki Mobile كمورد للتعليم. وتشير التقديرات إلى أن النسبة بين الصم والسامعين في أيسلندا تبلغ 1 إلى 1000.

## حقوق الإنسان والحقوق المدنية
بعد 20 عامًا من الحملات، أصبحت لغة الإشارة الأيسلندية لغة رسمية في عام 2011. صدر قانون وضع اللغة الأيسلندية ولغة الإشارة الأيسلندية، رقم 61/2011، المادة 21، الذي ينص على أن "لغة الإشارة الأيسلندية هي اللغة الأولى لمن يعتمدون عليها في التعبير والتواصل، ولأطفالهم. ويجب أن ترعاها وتدعمها السلطات العامة. ويجب أن تُتاح لجميع الأشخاص الذين يحتاجون إلى لغة الإشارة فرصة تعلم لغة الإشارة الأيسلندية واستخدامها منذ بداية اكتسابهم لها، أو بمجرد تشخيص الصمم أو ضعف السمع أو الصمم المكفوف. ويتمتع أفراد أسرهم المباشرون بالحق نفسه"؛ وقد أكد على ذلك التقرير الأولي لأيسلندا حول تنفيذ اتفاقية الأمم المتحدة لحقوق الأشخاص ذوي الإعاقة، الذي نشرته أيسلندا عام 2018، والذي تناول حقوق الأشخاص الذين يستخدمون لغة الإشارة الأيسلندية.
كما أقر البرلمان الأيسلندي تشريعًا يعلن أن اللغة الأيسلندية هي اللغة الأولى للأشخاص الذين يعتمدون عليها، كما ينص على حظر التمييز اللغوي.
أشارت دراسة حديثة أجريت على جميع الأفراد الصم الذين يستخدمون لغة الإشارة إلى أنه على الرغم من الاعتراف القانوني باللغة الإنجليزية، إلا أن هناك صراعًا مستمرًا مع القانون الذي لا يلبي توقعات الأفراد الصم. وخلصت نتائج الدراسة إلى أن المشاركين يشعرون بأن المساواة مع الأفراد ذوي القدرة السمعية لم تتحقق. ويرجع هذا جزئيًا إلى عدم وجود حلول للعقبات التي يواجهونها عند استخدام ISL.
ينص الإطار القانوني للاتحاد الأوروبي للمؤسسات الوطنية للغات بشأن أيسلندا على أن "لغة الإشارة الأيسلندية هي اللغة الأولى لمن يستخدمونها للتعبير والتفاعل، وكذلك لأطفالهم. وعلى الدولة رعايتها ودعمها. ويحق لكل من يحتاج إلى لغة الإشارة الأيسلندية تعلمها واستخدامها بمجرد بدء اكتسابه اللغة، أو منذ لحظة تشخيصه بأنه أصم أو ضعيف السمع أو أصم وأبكم. وينطبق الأمر نفسه على أقرب أفراد عائلته."
وفقًا لاتفاقية حقوق الأشخاص ذوي الإعاقة، ذكرت أيسلندا أنها "تهدف إلى تعزيز الحياة المستقلة، ومكافحة التحيز والاستبعاد الاجتماعي، وإشراك الأشخاص ذوي الإعاقة في عمليات صنع القرار" في خطة عمل اعتمدتها الحكومة في عام 2016.

## التعليم الابتدائي والثانوي
وفقًا للقانون الصادر عام 2011، فإن لغة الإشارة الأيسلندية هي اللغة الرسمية الأولى لمجتمع الصم في أيسلندا تليها اللغة الأيسلندية المنطوقة. يؤكد نظام التعليم في أيسلندا على مبدأ تكافؤ الفرص في تلقي التعليم.
وزارة التعليم مسؤولة عن جميع التشريعات المتعلقة بجميع المستويات المدرسية في أيسلندا (من مرحلة ما قبل الابتدائي وحتى التعليم الثانوي العالي).
تقدم معظم المدارس الثانوية العليا دورات خاصة لإعداد الطلاب ذوي الإعاقة للحياة بعد التعليم، لكنها تفتقر إلى الدعم للطلاب الذين تزيد أعمارهم عن 16 عامًا.

### مدرسة الصم في أيسلندا
قبل إنشاء مدرسة الصم في ريكيافيك، كان يُرسل الأطفال إلى المعهد الملكي للصم والبكم في كوبنهاجن. بعد تأسيس مدرسة بال بالسون للصم، كان الطلاب الذين تتراوح أعمارهم بين 10 و25 عامًا يقيمون في منزل بال بالسون. توفي بال بالسون في عام 1890، لكن تعاليمه ظلت كما هي نسبيًا. في عام 1944، تغير تعليم الصم بشكل كامل في مدرسة الصم. في عهد المدير الجديد، براندور جونسون، أصبحت التعلم الشفهي هو أسلوب التعلم في الفصول الدراسية و حُظر جميع الإشارات. وكان الهدف التعليمي المتجدد هو تعليم الأطفال التحدث باللغة الأيسلندية المنطوقة وفهمها. في ثمانينيات القرن العشرين، تغيرت سياسة التعليم مرة أخرى؛ حيث أثبتت اللغة الشفهية عدم نجاحها كطريقة تدريس، وأصبحت لغة الإشارة هي السائدة، على الرغم من تدريس اللغة الأيسلندية المنطوقة وقراءة الشفاه في المقام الأول.
من ثمانينيات إلى تسعينيات القرن العشرين، كانت هناك العديد من التغييرات في نظام التعليم في مدرسة الصم. أصبحت أساليب التدريس الجديدة والتحول نحو تسليط الضوء على لغة الإشارة الأمريكية وثقافة وتعليم الصم هي المحور الرئيسي للمدرسة. لم يكن للمدرسة مدير أصم حتى عام 1996، عندما كانت ثنائية اللغة (اللغة الإنجليزية كلغة ثانية واللغة الأيسلندية المكتوبة) هي الأهداف التعليمية الرئيسية.

## التعليم العالي
أيسلندا لديها أربعة مستويات من التعليم، واحد منها فقط إلزامي. التعليم الثانوي العالي (framhaldsskóli) يتبع التعليم الإلزامي ( grunnskóli). في التعليم الثانوي العالي، يمكن لأي شخص أكمل التعليم الإلزامي الالتحاق به دون دفع أي رسوم دراسية. يتراوح عمر طلاب التعليم الثانوي العالي عادة بين 16 و20 عامًا. يمكن لأي شخص أكمل وحصل على دبلوم التعليم الثانوي العالي التقدم للحصول على التعليم العالي (háskólar) في جامعة أيسلندا.
بالإضافة إلى دفع تكاليف الإقامة واللوازم المدرسية ورسوم التسجيل، فإن الرسوم الدراسية لجميع الطلاب مجانية.
وزارة التعليم العالي هي المسؤولة عن التشريعات المتعلقة بمؤسسات التعليم العالي في أيسلندا. هناك ثماني مؤسسات للتعليم العالي في أيسلندا:
- جامعة بيفروست
- جامعة أيسلندا للفنون
- جامعة ريكيافيك
- الجامعة الزراعية في أيسلندا
- جامعة هولار
- جامعة أكوريري
- جامعة أيسلندا
- المركز الأيسلندي للأبحاث (RANNIS)

تقدم جامعة أيسلندا عدة فصول دراسية للحصول على درجة الماجستير في دراسات الصم والعديد من الدرجات المختلفة. تتضمن بعض الأمثلة على الدورات اللغة الإسبانية والدراسات العالمية والدراسات الفرنسية وغيرها. في الجامعة، يُدرس العديد من الدورات باللغة الإنجليزية ويتلقى العديد من الطلاب جزءًا من تعليمهم في الخارج. تشمل التسهيلات المقدمة للطلاب الصم أو ضعاف السمع طلب الترجمة، ولكن لا توجد إحصائيات بخصوص عدد الطلاب الذين يستخدمون هذا التسهيل. يُشجع الطلاب على الاتصال بمستشار المدرسة و يُشجع المعلمين على الاتصال بمنسق خدمات الترجمة.
أصدرت وزارة التعليم العالي إطارًا وطنيًا للمؤهلات لأيسلندا (80/2007) دون ذكر للسكان الصم أو ضعاف السمع في أيسلندا، على الرغم من أن البنود، وفقًا لتقرير الدولة الذي أُجري في عام 2018، تتناول التمييز ضد الطلاب ذوي الإعاقة، مشيرة إلى أنه من غير الممكن تلبية احتياجاتهم.
يعتمد ما إذا كان الطلاب ذوو الإعاقة يأخذون دروسًا مع عامل دعم أم لا على الاحتياجات التعليمية للطلاب ومنهج المدرسة.

## توظيف
بعد الانتهاء من التعليم الإلزامي، قد يقرر الطلاب مواصلة التدريب المهني أو التعليم الثانوي العالي. هناك معلومات محدودة حول التشريعات والسياسات المتعلقة بالتدريب المهني للأفراد ذوي الإعاقة الباحثين عن عمل وخاصة الصم وضعاف السمع في المنطقة. لا توجد أطر محددة حول احتياجات الطلاب ذوي الإعاقة في التدريب المهني. 
توصلت الأبحاث التي أجراها مشروع التصميمات حول توظيف مستخدمي لغة الإشارة الصم في أوروبا إلى أنه من الصعب كميًا تحديد كيفية أداء مستخدمي لغة الإشارة الصم في مكان العمل وإلى أي مدى يؤثر التعليم على نتائج التوظيف. وشملت الدراسة 16 دولة، بما في ذلك أيسلندا، فضلاً عن دول مماثلة في شمال أوروبا مثل الدنمارك وفنلندا.
على الرغم من وجود خطة عمل للأشخاص ذوي الإعاقة تتوافق مع سياسات اتفاقية حقوق الأشخاص ذوي الإعاقة لزيادة فرص العمل بين السكان ذوي الإعاقة، إلا أنه لا توجد تدابير لدعم حق التكيف في مكان العمل بما يتماشى مع سياسة اتفاقية حقوق الأشخاص ذوي الإعاقة.

## فحص السمع المبكر والتدخل
في أيسلندا، يتمتع جميع الأطفال بإمكانية الوصول إلى برامج فحص السمع المبكر والفحص من خلال المعهد الوطني للسمع والكلام. على الرغم من أن الفحص متاح، إلا أنه ليس إلزاميا. يتمكن الآباء من اتخاذ القرار بشأن فحص أطفالهم. تُدفع تكاليف المعهد من قبل الحكومة كجزء من نظام الرعاية الصحية في أيسلندا.
وفقًا لمعهد كارولينسكا في السويد، يُجرى فحص حديثي الولادة للأطفال "الأصحاء" و"المعرضين للخطر" في أيسلندا. يشير مصطلح "معرض للخطر" إلى الأطفال الذين يُدخلوا إلى وحدة العناية المركزة لحديثي الولادة (NICU) والذين يعتبرون معرضين لخطر فقدان السمع. يشير مصطلح "بئر" إلى الأطفال الذين لم يولدوا قبل الأوان أو الذين يُدخلوا إلى وحدة العناية المركزة لحديثي الولادة.
لا يوجد فحص للسمع في مرحلة ما قبل المدرسة، وقد أُنهي هذا الفحص في عام 2012. تشير مرحلة ما قبل المدرسة إلى الأطفال الذين تتراوح أعمارهم بين 3 إلى 6 سنوات.
المعهد الوطني للسمع والنطق في أيسلندا، Heyrnar- og talmeinastöð Íslands (HTÍ)، تأسس في عام 1978. وكان هدفه الرئيسي هو خدمة الأشخاص الذين يعانون من ضعف السمع والنطق من خلال تقديم الخدمات في أيسلندا. تتضمن هذه الخدمات: تقديم التشخيص، وتقديم العلاجات، وتوفير قوقعة الأذن المزروعة، وأجهزة السمع، وأجهزة مساعدة السمع الأخرى.

## الحفاظ على اللغة وإحياءها
تُصنيف لغة الإشارة الأيسلندية من قبل العديد من المصادر على أنها لغة إشارة للأقليات الأصلية ولغة الإشارة التقليدية الوحيدة في أيسلندا بالإضافة إلى كونها لغة إشارة مشتركة. هناك ما يقدر بنحو 250 مستخدمًا للغة الإنجليزية كلغة أولى و100-1500 متحدث يسمعون، معظمهم أقارب أو مرتبطون بمستخدمي اللغة الأولى.
إن القضايا التي من شأنها أن تشكل تهديدًا للأمن السيبراني ترجع في المقام الأول إلى قوى خارجية مثل التكنولوجيا، وزيادة الهجرة واستخدام اللغات الأجنبية، فضلاً عن التغيرات الديموغرافية. تشمل الأسباب الأخرى الفجوات بين الأجيال، وحواجز النقل، والجهل المجتمعي.
منذ عام 1960، ساهمت زيادة الهجرة وزيادة معدل المواليد وارتفاع متوسط العمر المتوقع في التغير الديموغرافي السريع في المنطقة. كان هناك تدفق يقدر بأكثر من 100 لغة من أكثر من 100 دولة تعيش في أيسلندا في عام 2011. يشكل هذا العدد المتزايد من المتحدثين باللغات الأجنبية حوالي 10% من سكان أيسلندا الحاليين، وينشأ 80% من الأطفال في أسر متعددة اللغات. يشكل هذا التغيير في المشهد اللغوي تهديدًا للغة ISL الأصلية واستخدامها في المستقبل مع اكتساب الناس مهارات لغوية أخرى غير اللغة الأيسلندية. عملت أيسلندا على تتبع من يستخدم اللغة الإنجليزية كلغة ثانية والمستويات المختلفة للتعرض للغة ووجدت أن ما يقرب من 0.005٪ من إجمالي السكان (في عام 2020) يستخدمون اللغة الإنجليزية كلغة ثانية.
وقد لاحظت الدراسات أيضًا أن الآباء لا يقومون عادةً بتدريس اللغة الإنجليزية كلغة أولى لأطفالهم الصم، وعادةً ما يتأثر التدريس بالتعدد اللغوي للمستخدمين الآخرين، وهو احتمال يجعل اللغة تُعتبر مهددة بالانقراض. نظرًا لأن اللغة الإنجليزية كلغة ثانية، وعادة لا تنتقل مباشرة من الوالدين، فهذا يعني أن جودة اكتساب اللغة الإنجليزية كلغة ثانية تعتمد على التعليم الذي يتلقاه المتعلمون من خلال المدخلات غير الأصلية للغة (مستخدمي اللغة من الجيل الثاني) من الأشخاص ذوي الخلفيات السمعية والصم والتفاعلات متعددة اللغات.
يمكن التغلب على حواجز انتقال اللغة الناتجة عن السبب المذكور أعلاه من خلال الحفاظ على لغة الإشارة الأمريكية في مناهج محو الأمية والتوثيق الشامل للغة الإشارة الأمريكية و"تصور المتحدثين الأصليين للعالم من حولهم" لزيادة الكفاءة في اللغة. يمكن معالجة حاجز محدد، وهو السمع، من خلال تمييز اللغة سياسياً عن أوروبا.

## روابط خارجية
- فيلاج هيرنالوسرا: عن الجمعية
- التقرير الأولي المقدم من أيسلندا بموجب المادة 35 من الاتفاقية والمستحق في عام 2018: اتفاقية حقوق الأشخاص ذوي الإعاقة
- قانون بشأن وضع اللغة الأيسلندية ولغة الإشارة الأيسلندية